# 速成家庭
是一部2018年上映的美國喜劇電影，由西恩·安德斯執導並與約翰·莫利斯共同撰寫劇本，主演包括馬克·華伯格、蘿絲·拜恩、伊莎貝拉·莫娜、蒂戈·諾塔羅、瑪格·馬丁戴爾、奧塔薇亞·史班森和湯姆·施古拉。
電影定於2018年11月16日在美國上映。

## 演員
- 馬克·華伯格 飾 彼特·華格納
- 蘿絲·拜恩 飾 艾莉·華格納
- 伊莎貝拉·莫娜 飾 麗茲
- 古斯塔沃·基羅斯 飾 胡安
- 朱莉安娜·加米茲 飾 莉塔
- 奧塔薇亞·史班森 飾 凱倫
- 蒂戈·諾塔羅 飾 莎隆
- 瑪格·馬丁戴爾（英语：Margo Martindale） 飾 珊迪·華格納
- 湯姆·施古拉（英语：Tom Segura） 飾 魯斯
- 艾莉莎·施萊辛格（英语：Iliza Shlesinger） 飾 歐克托貝
- 茱莉·哈格提（英语：Julie Hagerty） 飾 珍
- 伊芙·哈洛（英语：Eve Harlow） 飾 布蘭達

## 製作
2017年11月17日，蘿絲·拜恩加盟電影。繼《變形金剛5：最終騎士》後，伊莎貝拉·莫娜和馬克·華伯格將共同出演電影。2018年2月，奧塔薇亞·史班森、蒂戈·諾塔羅、艾莉莎·施萊辛格、古斯塔沃·基羅斯、朱莉安娜·加米茲和湯姆·施古拉加盟電影。

### 拍攝
主體拍攝在2018年3月於亞特蘭大開始，拍攝持續至同年5月14日。

## 發行
電影原定於2019年2月15日上映，後提前至2018年11月16日在美國上映。

### 評價
爛番茄根據136條評論，持有82%的新鮮度，平均得分6.57／10。在Metacritic上，電影獲得了57分。據CinemaScore調查，觀眾的評價在A+至F落於「A」。

## 外部連結
- 互联网电影数据库（IMDb）上《速成家庭》的资料（英文）
- 爛番茄上《速成家庭》的資料（英文）
- Metacritic上《速成家庭》的資料（英文）
- Box Office Mojo上《速成家庭》的資料（英文）
- AllMovie上《速成家庭》的资料（英文）
- 開眼電影網上《速成家庭》的資料（繁體中文）
- 豆瓣电影上《速成家庭》的資料 （简体中文）
- 时光网上《速成家庭》的資料（简体中文）